# افرایم گراهام
افرایم گراهام (انگلیسی: Ephraim Graham; ۱۰ اوت ۱۸۸۸ – ۲۳ دسامبر ۱۹۶۲) سوارکار اهل ایالات متحده آمریکا بود.